# Cocomelon
Cocomelon is een Amerikaans YouTube-kanaal dat eigendom is van het Britse bedrijf Moonbug Entertainment en wordt onderhouden door het Amerikaanse bedrijf Treasure Studio. Cocomelon is gespecialiseerd in 3D-animatievideo's van zowel traditionele kinderliedjes als eigen originele kinderliedjes.

## Geschiedenis
Het kanaal startte op 1 september 2006 onder de naam Checkgate. De eerste uploads waren instructie- en leervideo's. In 2013 werd het kanaal omgedoopt naar ABC Kid TV en ging het kinderliedjes uploaden. Midden 2018 kreeg het de huidige naam, Cocomelon of ook wel gestileerd als CoComelon.
In juli 2020 werd het kanaal eigendom van Moonbug Entertainment. In datzelfde jaar verschenen er ook meerdere taalversies van de video's, zoals Spaans, Portugees, Duits, Arabisch en het Mandarijn (Chinees).